# كاريز حاج محمد جان
كاريز حاج محمد جان (بالفارسية: کاریزحاج محمدجان) هي قرية تقع في قسم سفيدسنغ الريفي في إيران. يقدر عدد سكانها بـ 1,438 نسمة .